# Église de la Mère-de-Dieu de Kovačevo
Pour les articles homonymes, voir Église de la Mère-de-Dieu.
L'église de la Mère-de-Dieu de Kovačevo (en serbe cyrillique : Богородичина црква у Ковачеву ; en serbe latin : Bogorodičina crkva u Kovačevu) est une église orthodoxe serbe située à Kovačevo, sur le territoire de la ville de Novi Pazar et dans le district de Raška en Serbie. Elle est inscrite sur la liste des monuments culturels protégés de la république de Serbie (identifiant no SK 400),.

## Présentation
L'église a été construite à la fin du XVe siècle ou dans la première moitié du XVIe siècle.
Partiellement enterrée, elle est dotée d'une nef unique prolongée par une abside demi-circulaire aussi large que la nef ; son toit à pignon est recouvert de dalles de marbre de Studenica. La nef est dotée d'une voûte en demi-berceau reposant sur une corniche profilée. Le sol est constitué de dalles taillées et de dimensions inégales.
Les murs sont construits en pierres de taille ; au-dessus de l'entrée se trouve une petite niche peu profonde surmontée d'un arc brisé comme on en reconcontre dans l'architecture islamique. Le long du mur sud une chapelle a été ajoutée à l'église.
L'église témoigne ainsi de l'essor économique du village après la restauration du patriarcat de Peć.